# من مشرق الشمس حتى مغربها

نسخة مزخرفة من شعار النبالة الملكي لملوك إسبانيا من كارلوس الثالث إلى ألفونسو الثالث عشر، حيث يمكن رؤية الشعار بوضوح.

من مشرق الشمس حتى مغربها (باللاتينية: A solis ortu usque ad occasum) هي عبارة لاتينية. مستوحات من مقطع توراتي،  يمكن تفسيرها على أنها شعور بسيادة الملكية على أراضي حول العالم، على غرار الطريقة التي سُميت بها الإمبراطورية الإسبانية ثم الإمبراطورية البريطانية فيما بعد "الإمبراطورية التي لا تغيب عنها الشمس أبدًا "، لا تزال هذه الأخير دقيقة من الناحية الفنية حتى في عام 2021. 
في معظم الأحيان ذكرت العبارة في شعار النبالة التابع للعديد من ملوك أسبانيا السابقين وتمركزت فوق القمة، وقد تميزت في موقعها فوق القمة في مماثلة للأسلوب الإسكتلندي في الشعارات مقابل وضعها تحت شعار النبالة أو الوسام إذا وجد. كان القصد من إدراج هذه العبارة إظهار أن الشمس لا تغرب في مناطق سيطرة الإمبراطورية الإسبانية، حيث كانت الإمبراطورية تمتد في كلا نصفي الكرة الأرضية. عكس هذا الشعار عبارة أخرى شهيرة، (في سيادتي لا تغرب الشمس(بالإسبانية: " en mis dominios no se pone el sol ")‏)، وهي منسوبة إلى الملك فيليب الثاني .
تم إهمال النسخة المزخرفة للقوات الملكية ذات الشعار الملكي القشتالي في القرن التاسع عشر.